# Историко-музейный комплекс «Толбухино»
Историко-музейный комплекс «Толбухино» расположен в селе Толбухино Ярославского района Ярославской области, удаленность от Ярославля — около 18 км по трассе М-8 на север, в сторону Вологды.
Историко-музейный комплекс «Толбухино» объединяет музей маршала Ф. И. Толбухина, московские, петербургские, владимирские и ярославские музеи, переехавшие в село Толбухино (24 музея), и архитектурные памятники: «Чайный дом» Фёдора Кислова, дворец-усадьба Ивана Кислова, усадьба Фёдора Шелепова. Также представлена комплексная экспозиция фатьяновской культуры: «Святилище Фатьяновских племён», музей Бронзового века, мегалитическая обсерватория «Столбы» и Синь-камень.
Своё современное название село (а вслед за ним и историко-музейный комплекс) получило в честь маршала Фёдора Ивановича Толбухина (1894—1949). Советский военачальник родился в деревне Андроники, а в Давыдкове (так называлось село до 1950 года) будущий маршал учился в начальной церковно-приходской школе, где на здании установлена мемориальная доска. В усадьбе Фёдора Шелепова располагается музей маршала Толбухина.

## Из истории поселения
Со второй половины III – середины II тысячелетия до н. э. ведёт свою историю древнее поселение, первых жителей которого принято называть «фатьяновцами». Село Толбухино – центр фатьяновской культуры (археологическая культура бронзового века). Именно здесь, у деревни Фатьяново, вблизи села Толбухино, археологом А. С. Уваровым найден могильник в 1873 году, где было захоронено 70 воинов с боевыми топорами и лошадями.
Предполагается, что фатьяновцы были кочевым народом и относились либо к нордическому антропологическому типу, либо были представителями средиземноморской расы (две версии), занимались скотоводством, охотой, рыболовством, собирательством. Питались фатьяновцы из глиняной посуды отварной пищей. Захоронения медведей говорят о существовании у фатьяновцев медвежьего культа. Фатьяновская культура является локальным вариантом культуры боевых топоров и культуры шнуровой керамики.
Со времён Ивана Грозного село Давыдково являлось одним из царских охотничьих угодий: здесь располагались псарня и конюшня, а также постоянно проживали приставленные к ним служители. На запруженном ручье была выстроена водяная мельница-толчея, где толкли овёс и готовили овсянку для охотничьих собак.
Приезжали сюда царские особы не только поохотиться, но и порыбачить на озере. Живописное озеро Тарасово, площадью 18 га, относится к разряду реликтовых озёр моренового происхождения и имеет тысячелетнюю историю. Позже в XVII веке царь Алексей Михайлович подарил Давыдково своему родственнику –  боярину Стрешневу. Предание гласит, что в селе частенько останавливался отдохнуть царь Пётр I во время своих поездок в Архангельск.
В XIX веке Давыдково получило известность как торговое село. Здесь проводились большие ярмарки, действовало несколько кустарных кожевенных заводов, хозяева которых скупали сырые кожи для их дубления в окрестных деревнях. Давыдково входило в состав Романово-Борисоглебского уезда и было самым большим селом в уезде.
В советские времена село Толбухино носило статус районного центра.

## Музейный комплекс
Основой музейного комплекса являются памятники архитектуры второй половины XIX  века и начала XX века – отреставрированные усадьбы купцов Кисловых (хотя настоящими купцами Кисловы никогда не были, только зажиточными крестьянами, но жители села всегда считали их купцами).
Династия Кисловых широко известна не только благодаря кожевенному заводу, каким они руководили, но и благодаря выращиванию чая, который поставляли на базары Москвы, Санкт-Петербурга и к царскому столу (Иван-чай). Позже Кисловы ещё торговали привезённым из Китая чаем. Крестьяне Кисловы из Давыдково поставляли свой чай и в Европу.
Музейные экспозиции различной тематики располагаются в архитектурных памятниках – усадьбах Кисловых и Шелепова: усадьба Фёдора Кислова, усадьба Ивана Кислова и усадьба Фёдора Шелепова.

### Чайная купцов Кисловых (усадьба Федора Кислова)
В «Чайном доме» Фёдора Кислова открыты музеи:
- Музей «Чайная купца Фёдора Александровича Кислова». Здесь представлены разные виды чая и посуда Императорского фарфорового завода.
- Музей Петра I. В экспозиции представлены мебель из дуба и красного дерева, подаренная Петру I королём Франции Людовиком XV, большая коллекция оружия (адмиральские шпаги, абордажные пистолеты и др.).
- Музей связи (от ямщика до Интернета) представляет барабаны (там-тамы), предметы ямской почты России XIX века: дуги, колокольчики, бубенцы; Телефонные аппараты всех времён и народов, радиоприёмники от первых бумажных тарелок до сталинской «Звезды». Факсы, модемы, компьютеры.
- Музей художественной керамики. Экспонаты демонстрируют своеобразие форм и способов их украшения в различных регионах и центрах России и Востока – от небольших, локального значения очагов ремесла до всемирно известных народных художественных промыслов, таких как гжель, скопин, дымка и экспонатов заводов Советского Союза.
- Музей художественного металла. В нём изделия Касли, кованые секирные замки времён Ивана Грозного от крепостных и монастырских ворот Ярославля, Углича и других городов, старинные церковные ризы, украшенные чеканкой русских мастеровых, французские бронзовые статуи в виде часов.
- Музей художественного стекла  и хрусталя. Экспонаты частично переехали из города стеклодувов Гусь-Хрустального. Это образцы хрусталя и стекла всех российских хрустальных и металлургических заводов. В музее также выставлен чешский хрусталь и венецианское стекло. Есть изделия, привезённые с острова Мурано в Венеции, куда в своё время переселили всех итальянских стекольщиков.

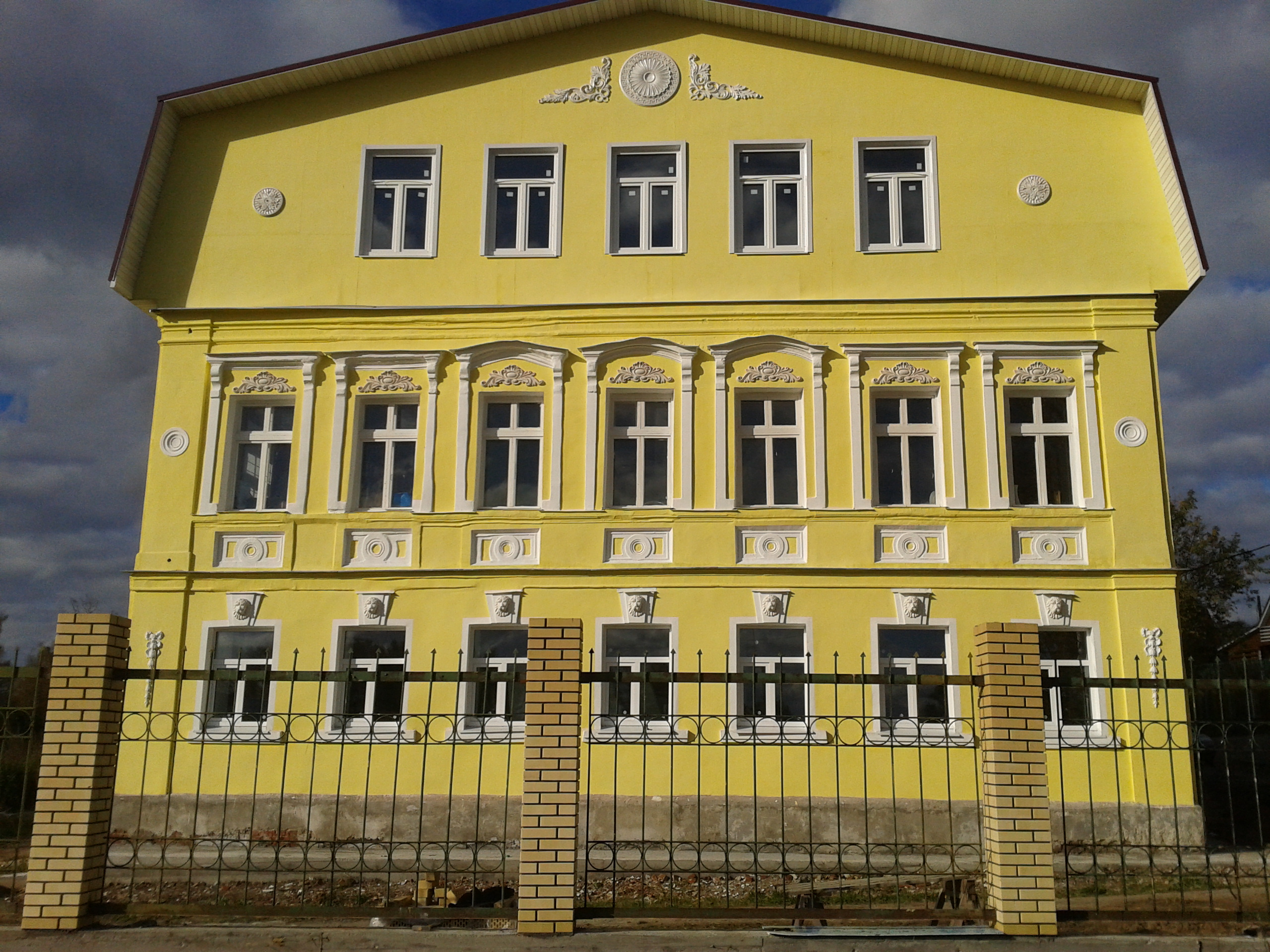
Дворец купца Ивана Кислова

### Дворец Ивана Кислова
В усадьбе Ивана Кислова открыты музеи:
- Музей заслуженных и знаменитых людей Ярославской области. Здесь можно взглянуть на живописные портреты героев времён советской эпохи и современных деятелей в сфере управления, производства, политики и культуры, выполненные кистью известных ярославских художников.
- Музей гравюр («Сокровищница») с произведениями Рафаэля, Рембрандта, Микеланджело, Рубенса, Буше, Фрагонара, написанными в XVII – XVIII веках. Самая ранняя гравюра датируется 1637 годом, а в витринах представлены раритеты бронзового и железного веков, бюст и меч первого римского императора, парадная шпага Паулюса и меч офицера Люфтваффе.
- Музей «Всё о музыке» представляет музыкальные инструменты разных времён и народов: аккордеоны, гармони, балалайки, гитары и другие. В музее имеется экспонат, которому более тысячи лет, привезённый с Востока, инкрустированный костью, когда-то его 20 струн звучали в покоях султана[какого?], его название утрачено.
- Музей Карася и его друзей. Карась – одна из основных промысловых рыб, населяющих озеро Тарасово в селе Толбухино. Здесь можно взглянуть на предметы связанные с рыболовством и его историей, познакомиться с видами животных, населяющими озеро, и всеми водоплавающими друзьями карася.
- Музей пива и других очень вредных привычек знакомит с тарами из-под спиртных напитков, некоторые экземпляры которой являются произведениями искусства, портсигары и папиросницы прошедших эпох. Современные пивные банки и бутылки, представляющие интерес из-за кстати росписей, выполненных заслуженным художником к определённой дате или событию в ограниченном количестве.
- Музей императорского фарфора. Огромная коллекция тарелок, супниц, ваз. Здесь есть экспонаты из королевских и императорских столовых сервизов России, Франции, Голландия и Португалии, экспонат из ватиканского сервиза и супница из бункера Вермахта. Есть образцы фарфора XVIII века. Часть предметов украшена репродукциями картин известных художников. Например — знаменитого чешско-моравского живописца Альфонса Мухи. И оловянная королевская и императорская посуда.
- Музей моды рассказывает о женских украшениях каменного и бронзового веков (ожерелья из зубов рыси, медведя, волка), повседневной и праздничной одежде крестьянок, боярынь, сшитую вручную и на машинках (старинные швейные машины тоже представлены), коллекции гравюр моды и болванах для шляп и шапок.
- Музей денег переехал в Толбухино из Нижнего Новгорода. В стеклянных витринах выставлены бумажные и металлические деньги разных эпох и народов, и три сундука доверху наполнены монетами.

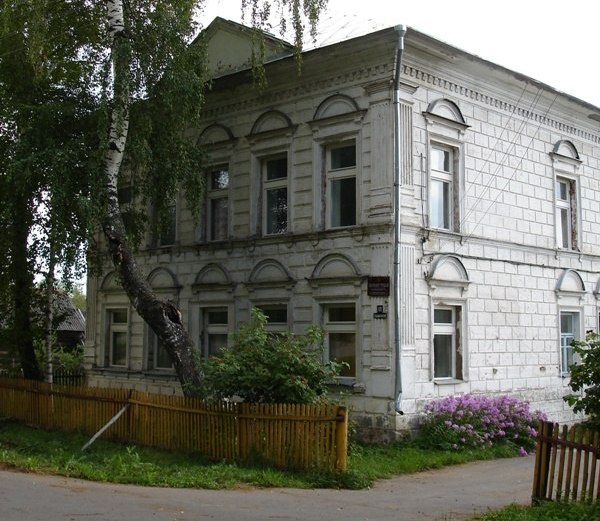
Усадьба Фёдора Шелепова

### Усадьба Фёдора Шелепова
Здесь открыты музеи:
- Музей маршала Толбухина. В экспозиции музея представлены личные вещи Ф. И. Толбухина, его аккордеон и бурка, документы и фотографии из семейного архива.
- Краеведческий музей рассказывает об истории села Толбухино с древнейших времён.

## Гусляр Фёдор Кислов
Гусляр Фёдор Александрович Кислов (1842 – 1916) вышел из семьи крестьянина села Давыдково. В детстве мальчик был свирельщиком у помещика Глебова-Стрешнева, который продал его графу Д. Н. Шереметеву. Вскоре Фёдор Кислов стал музыкантом, граф Шереметев перевёл его к себе в дом, подарил дорогие гусли. А. М. Пазухин в романе «Серебряный колокол» писал:
«На всю Ярославскую губернию в настоящее время славится один уцелевший гусляр, обитатель заволжского села Давыдкова –  Ф. А. Кислов. Этого гусляра слушают любители старинной музыки и до сих пор, да и есть что послушать. Гусли у этого Ф. А. так и поют, звонкие струны так и оживают под его умелыми пальцами».

В музейном комплексе «Толбухино» гусляру Кислову посвящена небольшая экспозиция с возможностью увидеть и послушать старинные гусли.

## Фатьяновская культура в историко-музейном комплексе
Комплексная экспозиция фатьяновской культуры представлен:
- «Святилищем Фатьяновских племён». - чёрный от времени деревянный идол.
- Музей бронзового века представляет каменные топоры, глиняные горшки и другие предметы домашней утвари людей Фатьяновской культуры, ритуальное захоронение вождя поселения. Музей Бронзового века и некрополь вождя построены и воссозданы на месте одного из курганов. На территории музея в кургане археологи обнаружили каменного идола.
- Мегалитическая обсерватория «Столбы» - древняя мегалитическая обсерватория, существовавшая здесь, по легендам, в I и II тысячелетии до н. э. во время расцвета Фатьяновской культуры. На широте 57 градусов 51 минута 00 секунд северной широты и долготе 40 градусов 02 минуты 60 секунд восточной долготы взметнулись в небо огромные чёрные мегалиты по 12-15 тонн каждый, расставленные по кругу через 45 градусов. Расчёты азимутов точек восхода и захода солнца в день зимнего и летнего солнцестояния и место пересечения силовых энергетических линий Земли определили учёные-физики и астрономы[кто?].
- Синь-камень - огромный синий камень, лежащий в усадьбе купцов Кисловых. Летом после дождя иногда от камня идёт пар, а зимой на камне тает снег[источник не указан 2092 дня]. Пётр I трижды останавливавшийся в селе проездом в Архангельск, где он строил российский флот, и однажды излечивший простуду у камня повелел: «К камню допущать всех, дабы были здоровы и имели великую пользу»[источник не указан 2092 дня]. Этот синий камень также упоминается в сказаниях и былинах[каких?] как камень, давший здоровье и силу богатырю[какому?], победившему дракона.